# 인천광역시의 민속문화재
인천광역시의 민속문화재는 민속문화재 중에서 인천광역시 내에 있는 문화재를 의미한다. 204년 12월 29일 현재 2건의 민속문화재가 지정되어 있다.

## 지정 목록
| 번호 | 사진 | 명칭                                    | 소재지                                     | 관리자 (단체) | 지정일               | 참조 |
| 1호  |      | 보문사맷돌 (普門寺맷돌)                 | 인천 강화군 삼산면 매음리 629-1            | 보문사        | 1995년 3월 1일 지정  |      |
| 2호  |      | 용동큰우물 (龍洞큰우물)                 | 인천 중구 인현동 90-13                     | 중구          | 1996년 6월 12일 지정 |      |
| 2호  |      | 강화 남산 미륵석상 (江華 南山 彌勒石像) | 인천광역시 강화군 강화읍 청하동길36번길 62 | 강화군청      | 2023년 4월 3일 지정  |      |